# Put slavy
Put slavy (russisk: Путь славы) er en sovjetisk spillefilm fra 1948 af Boris Bunejev, Anatolij Rybakov og Mikhail Sjvejtser.

## Medvirkende
- Olesja Ivanova som Sasja Voronkova
- Viktor Khokhrjakov som Ponomarjov
- Aleksandr Antonov som Ivan Konstantinovitj
- Aleksandr Sjirsjov som Aleksej
- Nadir Malisjevskij som Kolja Makagon